# Manuel Montoya Fernández
Manuel Montoya Fernández   (Barcelona, 18 d'octubre de 1959 - 2 de setembre de 2024) va ser un entrenador d'handbol català. Es va doctorar en ciències de l'activitat física a l'INEFC Barcelona, centre en què va ser professor d'handbol, esports emergents, metodologia i cap del departament de rendiment.

## Biografia
Va començar a entrenar al Col·legi Pare Manyanet de Barcelona i, més endavant, va guanyar dues Lligues Europees de l'EHF amb el Club Balonmano Granollers, el 1995 i el 1996. També va ser segon entrenador de Valero Rivera al Campionat del món d'handbol masculí de 2013 que va guanyar la selecció d'Espanya.
El 14 de setembre de 2018, va signar un contracte de dos anys per entrenar la selecció d'handbol de Romania, en substitució de Xavier Pascual, que anteriorment havia dimitit. L'agost de 2019 va ser destituït com a entrenador de Romania i substituït per Rareş Fortuneanu. El 20 de juliol de 2021 va signar un contracte per entrenar la selecció d'handbol de l'Iran.